# Feijó (Almada)
Feijó – dawna parafia (freguesia) Almady i jednocześnie miejscowość w Portugalii. W 2011 zamieszkiwało ją 18 884 mieszkańców, na obszarze 4,20 km². W 2013 stała się częścią nowo utworzonej parafii Laranjeiro e Feijó.